# Luc Dartagnan
Pour les articles homonymes, voir D'Artagnan (homonymie) et Bourguignat.
pour le groupe de folk allemand, voir dArtagnan.
Lucien Auguste Bourguignat dit Luc Dartagnan, né le 11 avril 1863 dans le 11e arrondissement de Paris et mort le 6 avril 1941 à l'hôpital Tenon dans le 20e arrondissement, est un acteur français.

## Biographie
En dehors des articles de presse qui ont été consacrés aux tournages et aux sorties des films auxquels il a participé, on sait peu de choses de Luc Dartagnan, actif au cinéma pendant une quinzaine d'années entre 1912 et 1928, sinon qu'il fut également chanteur lyrique (baryton) dans les années 1890 et 1900,,.
On sait également qu'avant de monter sur scène, il exerça le métier de monteur sur bronze comme l'avait été son père avant lui.

## Filmographie
- 1912 : L'Usurier, drame en 3 parties et 54 tableaux en cinémacoloris de Camille de Morlhon
- 1915 : Le Baiser de la sirène, court-métrage anomyme : le père de Louise
- 1917 : Protéa IV ou les mystères du château de Malmort, film en 6 épisodes de Gérard Bourgeois : le garde François
- 1918 : Mascamor, film en 14 épisodes de Pierre Marodon : le baron Ferry
- 1919 : Le Fils de la nuit, film en 12 épisodes de Gérard Bourgeois : Mathias
- 1922 : L'Hirondelle d'acier de Louis Paglieri
- 1922 : Roi de Camargue d'André Hugon
- 1922 : Rapax, film en 6 épisodes de Jean Faber et Paul Garbagni : Luigi
- 1923 : La Dette de sang / René Kervan de Gérard Bourgeois
- 1923 : Paris mystérieux de Louis Paglieri : Bankor
- 1923 : L'Auberge rouge de Jean Epstein : le joueur d'accordéon
- 1923 : Un coquin de Giuseppe Guarino
- 1923 : L'Insigne mystérieux d'Henri Desfontaines : le procureur général
- 1923 : Amour et vendetta / La Fille du lion de René Norbert
- 1924 : Brise-Fer de Louis Paglieri
- 1924 : Violettes impériales d'Henry Roussel
- 1924 : Pierre et Jean d'Émile-Bernard Donatien : Monsieur Roland[6]
- 1924 : L'Énigme du Mont Agel d'Alfred Machin
- 1924 : L'Aube de sang de Giuseppe Guarino : l'intendant Richard
- 1924 : Le Gardien du feu de Gaston Ravel : le père Goulven
- 1925 : Madame Sans-Gêne de Léonce Perret : Flambart
- 1925 : Les Misérables d'Henri Fescourt : Pontmercy
- 1926 : Nana de Jean Renoir : Maréchal[7]
- 1926 : Les Frères Zemganno d'Albert-Francis Bertoni
- 1926 : L'Homme à l'Hispano de Julien Duvivier : le garde
- 1928 : La Chute de la maison Usher de Jean Epstein : le domestique
- 1928 : Une femme a passé de René Jayet